# النا جیلی
النا جیلی (ایتالیایی: Elena Gigli؛ زادهٔ ۹ ژوئیه ۱۹۸۵) بازیکن واترپلو اهل ایتالیا است.
وی همچنین برندهٔ جوایزی همچون نشان شایستگی از جمهوری ایتالیا شده‌است.
وی در مسابقات کشوری و بین‌المللی در مجموع برندهٔ ۲ مدال طلا، ۲ مدال نقره شده‌است.